# Крульове
Крульове (пол. Królowe, нім. Königsdorf) — село в Польщі, у гміні Ґлубчиці Ґлубчицького повіту Опольського воєводства.
Населення — 254 особи (2011).

## Демографія
Демографічна структура станом на 31 березня 2011 року:
|          | Загалом | Допрацездатний вік | Працездатний вік | Постпрацездатний вік |
| -------- | ------- | ------------------ | ---------------- | -------------------- |
| Чоловіки | 135     | 27                 | 90               | 18                   |
| Жінки    | 119     | 25                 | 67               | 27                   |
| Разом    | 254     | 52                 | 157              | 45                   |